# EUR-Lex
EUR-Lex er en internetbaseret databank, der giver gratis adgang til Den Europæiske Unions retsakter via unionens officielle hjemmeside europa.eu. Tjenesten, der erstatter den tidligere tjeneste CELEX, indeholder omkring 1,4 millioner dokumenter på alle officielle sprog, ligesom man har adgang til Den Europæiske Unions Tidende og avancerede søgefaciliteter.